# Бугабашево
Бугабашево (баш. Буғабаш) — село в Бакалинском районе Республики Башкортостан Российской Федерации. Входит в состав Михайловского сельсовета.

## География

### Географическое положение
Расстояние до:
- районного центра (Бакалы): 22 км,
- центра сельсовета (Михайловка): 4 км,
- ближайшей ж/д. станции (Туймазы): 97 км.

## Население
| 2002 | 2009 | 2010 |
| ---- | ---- | ---- |
| 191  | ↗202 | ↘185 |

Национальный состав
Согласно переписи 2002 года, преобладающие национальности — чуваши (56 %), русские (39 %) . На сегодняшний день численность населения составляет 218 человек.

## Религия
В селе Бугабаш находится Бугабашский Богородице-Одигитриевский монастырь Нефтекамской епархии Русской православной церкви. Освящён монастырь был в 1900 году, став именоваться Богородицким Одигитриевским. Вновь открыт монастырь был после 2005 года. 
Главная святыня монастыря — чудотворная Бугабашская икона Божией Матери на камне, единственная изо всех чудотворных икон Нефтекамской епархии, сохранившаяся в подлиннике.

## Известные уроженцы
- Утин, Василий Ильич (17 декабря 1918 года – 10 декабря 1941 года) — автоматчик 14-й мотострелковой роты 95-го пограничного полка особого назначения войск НКВД СССР Управления охраны войскового тыла Южного фронта, замполитрука, Герой Советского Союза.